# Jérémy Cornu
Jérémy Cornu (Lisieux, 7 de agosto de 1991) es un ciclista francés.
Entre 2016 y 2018 corrió en el equipo Direct Énergie de categoría Profesional Continental, dirigido por el exciclista francés Jean-René Bernaudeau. En 2019 regresó al campo amateur con el UC Nantes Atlantique.

## Palmarés
2013
- Manche Atlantique[2]

2014
- La Suisse Vendéenne[3]

2017
- 1 etapa del Rhône-Alpes Isère Tour

2018
- 1 etapa del Circuito de las Ardenas